# Blepharita pennigera
Blepharita pennigera là một loài bướm đêm trong họ Noctuidae.